# Tổng thống Đông Timor
Tổng thống Đông Timor, một số tài liệu tiếng Việt còn ghi là Tổng thống Timor-Leste, danh xưng chính thức là Tổng thống Cộng hòa Dân chủ Đông Timor (tiếng Bồ Đào Nha: Presidente da República Democrática de Timor-Leste, tiếng Tetum: Prezidente Republika Demokratika Timor-Leste), là nguyên thủ quốc gia nước Cộng hòa Dân chủ Đông Timor, được dân chúng bầu chọn với nhiệm kỳ 5 năm. Theo hiến pháp của Đông Timor, vai trò chủ yếu của Tổng thống Đông Timor chỉ mang tính tượng trưng, mặc dù vẫn có thể phủ quyết một số đạo luật lập pháp. Sau cuộc bầu cử, tổng thống bổ nhiệm chức vụ Thủ tướng, lãnh đạo của đảng đa số hoặc liên minh đa số. Là người đứng đầu chính phủ của Thủ tướng chủ trì Hội đồng Nhà nước hoặc nội các.

## Danh sách Tổng thống Đông Timor

### Tổng thống Đông Timor trong Chiến tranh giành Độc lập
Mặt trận Cách mạng vì một Đông Timor độc lập (FRETILIN)
| # | Hình        | Tên (Sinh–Mất) (Chức vụ)                             | Nhiệm kỳ             | Nhiệm kỳ             | Đảng     |
| - | ----------- | ---------------------------------------------------- | -------------------- | -------------------- | -------- |
| 1 |             | Francisco Xavier do Amaral (1937–2012) Tổng thống    | 28 tháng 11 năm 1975 | 7 tháng 12 năm 1975  | FRETILIN |
| 2 | không khung | Nicolau dos Reis Lobato (1946–1978) Quyền Tổng thống | 7 tháng 12 năm 1975  | 31 tháng 12 năm 1978 | FRETILIN |

### Tổng thốngCộng hòa Dân chủ Đông Timor
Đại hội Quốc gia vì tái thiết Timor (CNRT)

      Đảng Dân chủ (PD)

      Mặt trận Cách mạng vì một Đông Timor độc lập (FRETILIN)
| # | Hình | Tên (Sinh–Mất) (Chức vụ)                        | Nhiệm kỳ            | Nhiệm kỳ            | Đảng     |
| - | ---- | ----------------------------------------------- | ------------------- | ------------------- | -------- |
| 1 |      | Xanana Gusmão (sinh 1946) Tổng thống            | 20 tháng 5 năm 2002 | 20 tháng 5 năm 2007 | Độc lập  |
| 2 |      | José Ramos-Horta (sinh 1949) Tổng thống         | 20 tháng 5 năm 2007 | 20 tháng 5 năm 2012 | Độc lập  |
| — |      | Vicente Guterres (sinh 1955) Quyền Tổng thống   | 11 tháng 2 năm 2008 | 13 tháng 2 năm 2008 | CNRT     |
| — |      | Fernando de Araújo (sinh 1963) Quyền Tổng thống | 13 tháng 2 năm 2008 | 17 tháng 4 năm 2008 | PD       |
| 3 |      | Taur Matan Ruak (sinh 1956) Tổng thống          | 20 tháng 5 năm 2012 | 20 tháng 5 năm 2017 | Độc lập  |
| 4 |      | Francisco Guterres (sinh 1954) Tổng thống       | 20 tháng 5 năm 2017 | 20 tháng 5 năm 2022 | FRETILIN |
| 5 |      | José Ramos-Horta (sinh 1949) Tổng thống         | 20 tháng 5 năm 2022 | Đương nhiệm         | CNRT     |